# Боровская, Марина Александровна
Мари́на Алекса́ндровна Боро́вская (род. 8 октября 1964, Свердловск) — российский учёный-экономист, специалист в области методологии системного анализа и пространственного проектирования экосистем, доктор экономических наук (2002), профессор, академик РАО (2024), президент Южного федерального университета, общественный деятель.
В 2018—2020 годах — заместитель министра науки и высшего образования Российской Федерации. В 2012—2018 годах — ректор Южного федерального университета, председатель Совета ректоров вузов ЮФО, вице-президент Российского Союза ректоров.

## Биография
Родилась 8 октября 1964 года в Свердловске.
В 1986 году окончила РГУ (специальность «политическая экономия»).
В 1989 году поступила в очную аспирантуру Ростовского государственного университета. В сентябре 1991 года устроилась работать по совместительству в Таганрогский государственный радиотехнический университет на должность ассистента кафедры экономики. С 1994 года работала старшим специалистом кредитного отдела в «ПромСтройБанке» Ростова-на-Дону. В 1996 году перешла на работу в страховую компанию «Союз», где занимала должность главного специалиста по финансам.
В 1997 году защитила кандидатскую, а в 2002 — докторскую диссертацию по специальности «региональная экономика». Тема докторской диссертации — «Управление муниципальной собственностью в системе региональной экономики: теоретико-прикладной аспект». Работала в «Промстройбанке», страховой компании «Союз». С 1991 года преподавала в ТРТИ/ТРТУ на кафедре экономики, затем на кафедре менеджмента, экономики и маркетинга. С 2003 по 2007 год заведовала кафедрой экономики ТРТИ/ТРТУ. С 2007 по 2010 год работала проректором по экономике ЮФУ. По итогам работы была переведена на должность главного научного сотрудника СКНИИ ЭиСП ЮФУ.
С 2003 года М. А. Боровская является председателем диссертационного совета Д 212.208.28.
В 2010 году перешла на работу в Минобрнауки России, где по 2012 год занимала должность заместителя директора Департамента организации бюджетного процесса, учёта и отчетности.
18 июня 2012 года председатель правительства России Д. А. Медведев назначил М. А. Боровскую ректором ЮФУ.
В 2016 году избрана членом-корреспондентом Российской академии образования по отделению философии образования и теоретической педагогики РАО.
24 июля 2018 года председатель правительства России Д. А. Медведев назначил М. А. Боровскую заместителем министра науки и высшего образования Российской Федерации, освободив её от ранее занимаемой должности ректора ЮФУ.
30 марта 2020 года председатель правительства России Михаил Мишустин освободил М. А. Боровскую от занимаемой должности в связи с переходом на другую работу (распоряжение № 789-р).

## Скандалы и критика
В декабре 2016 года в Российскую академию образования было направлено коллективное письмо с просьбой исключить М. А. Боровскую из списков кандидатов на звание членов-корреспондентов РАО в связи с развалом работы ЮФУ. В частности, были высказаны подозрения в работе по «освоению» грантов Минобрнауки России на базе Центра научных исследований «Инструментальные, математические и интеллектуальные средства в экономике» ЮФУ.
В июле 2016 года благодаря проведённой сообществом «Диссернет» экспертизе стало известно, что Марина Боровская являлась научным руководителем работы над кандидатской диссертацией начальника управления торговли администрации Таганрога Е. И. Лабуцкой. Диссертация Лабуцкой «Совершенствование механизма формирования и реализации промышленной политики: программно-целевой подход» была успешно защищена в 2010 году (диссертационный совет ЮФУ). Согласно результатам экспертизы, диссертация Е. И. Лабуцкой (позже приговоренной за мошенничество к 20 месяцам тюремного заключения), написанная под руководством Марины Боровской, практически полностью скопирована с диссертации проректора ЮФУ Инны Шевченко «Инструментарно-технологическая поддержка процесса управления экономическими системами: программно-проектный подход» (2009). Диссертация Лабуцкой «Совершенствование механизма формирования и реализации промышленной политики: программно-целевой подход» была успешно защищена в 2010 году в диссертационном совете ЮФУ 212.208.28, председателем которого с 2003 года являлась Боровская.
Впоследствии Диссернет нашел ещё несколько диссертаций с некорректными заимствованиями, в защитах которых принимала участие М. Боровская в качестве научного руководителя или оппонента, а также несколько некорректных журнальных публикаций с её авторством.
В период работы Боровской проректором ЮФУ в этом университете защитил кандидатскую диссертацию Сергей Цапок.

## Санкции
6 марта 2022 года после вторжения России на Украину подписала письмо в поддержу российской агрессии. С 9 июня 2022 года находится под персональными санкциями Украины за поддержку войны. Также была внесена ФБК в список коррупционеров и разжигателей войны за поддержку нападения на Украину, 16 марта 2022 года форумом свободной России внесена в санкционный «Список Путина» с предложением введения против неё международных санкций.